# Bonny (fiume)
Il Bonny è un fiume della Nigeria.

## Percorso
L'alveo del Bonny non è altro che un ramo del fiume Niger, nell'area di Port Harcourt. Scorre nello Stato del Rivers e sulle sue sponde sorge la città di Port Harcourt, capitale dello Stato. Sul Bonny si affaccia anche l'omonima città ed è solcato da taxi d'acqua che collegano Port Harcourt con il terminale petrolifero di Bonny Island.